# 야타정
야타정(箭田町)은 오카야마현 기비군에 있던 정이다. 현재의 구라시키시의 일부에 해당한다.

## 역사
- 1889년 6월 1일 - 정촌제 시행에 의해 가토군 야타촌이 발족하였다.
- 1900년 4월 1일 - 군의 통합에 의해 기비군에 소속되었다.
- 1950년 4월 1일 - 정으로 승격해 야타정이 되었다.
- 1952년 4월 1일 - 니마촌, 오비촌, 소노촌, 구레세촌과 합병해 마비정이 신설하여 펴지되었다.

## 참고문헌
- 角川日本地名大辞典 33 岡山県
- 『市町村名変遷辞典』東京堂出版、1990年。